# Адміністративний поділ Англії
Адміністративно-територіальний поділ Англії має досить складну структуру. Вся територія країни розділена на 9 регіонів і 48 церемоніальних графств. Церемоніальні графства діляться на території з дворівневою (графства і райони) і однорівневою адміністрацією (унітарні утворення). Нарешті, на останньому рівні знаходяться общини.
Сучасна адміністративна система склалася в результаті послідовних реформ, що беруть свій початок від законодавчих актів 1965 і 1974 років.

## Регіони

Регіони Англії

Регіони (англ. Regions, або Government Office Regions) — адміністративно-територіальні одиниці верхнього рівня в Англії. Кожен регіон включає одну або декілька одиниць рівня графств. Розподіл на регіони було введено в 1994 р урядом Джона Мейджора. Список:
1. Великий Лондон
2. Південно-Східна Англія
3. Південно-Західна Англія
4. Західний Мідленд
5. Північно-Західна Англія
6. Північно-Східна Англія
7. Йоркшир і Хамбер
8. Східний Мідленд
9. Східна Англія

## Рівень намісника

Церемоніальні графства Англії

Церемоніальні графства (англ. Ceremonial counties) — повсякденна назва британських намісництв (англ. Lieutenancy area) на території Англії (офіційно ця назва ніде не закріплена). Намісництво — це територія, для якої призначається лорд-намісник (Lord Lieutenant), почесний представник британського монарха. Церемоніальні графства не виконують адміністративні функції. Однак число і межі цих графств досить стабільні і тому цей рівень часто використовується для географічної прив'язки (а самі графства можуть називатися географічними) , наприклад, при визначенні меж виборчих округів. В даний час в Англії налічується 48 церемоніальних графств. Хоча кордони церемоніальних графств практично завжди проходять по кордонах регіонів, є і деякі розбіжності.

## Рівень графств
Адміністративні графства діляться на кілька типів, в залежності від переважаючого типу поселень (тільки міські чи ні) і від наявності подальшого поділу на райони з дворівневою (графства і райони) і однорівневою адміністрацією (унітарні утворення). На основі співвідношення цих параметрів виділяються чотири типи одиниць рівня графства:
- 6 міст-графств (метропольні графства; Metropolitan counties) — переважно міські території без власних органів влади, більшість повноважень делеговано районним радам;
- 27 сільських графств (Шири, дворівневі неметропольні графства; Non-metropolitan county / Shire county) — дворівневі території, мають органи влади як на рівні графства, так і на районному рівні;
- 56 унітарних утворень (унітарні одиниці, УО; Unitary authorities) — території з однорівневою адміністрацією, що поєднує в собі адміністрацію графства і району[4] ;
  - в тому числі острови Сіллі — особливе унітарне утворення, яке ділить частину повноважень з УО Корнуолла ;
- Великий Лондон — особливе утворення, що ділиться на 32 райони Лондона (боро) і Лондонський Сіті (є окремим церемоніальним графством).

Сільські графства та унітарні утворення разом називаються неметропольними графствами.
Число унітарних утворень поступово збільшується, або шляхом виділення окремих районів зі складу графства, або шляхом об'єднання всіх районів графства в один.

## Рівень округів
На районному рівні Англія ділиться на 326 адміністративних одиниць наступних типів:
- 68 міських районів (муніципальні / метропольного райони);
  - 32 райони Лондона (англ. London borough);
  - 36 районів інших міст-графств (англ. Metropolitan borough);
- 201 (сільський) район (англ. Non-metropolitan district);
- Лондонський Сіті ;
- 55 унітарних утворень (унітарні одиниці, УО), які одночасно є і графствами.

Крім того деякі райони (як міські, так і ні) можуть мати такі почесні статуси:
- сіті (англ. city) — в Англії 50;
- королівське боро — 3;
- боро — близько 190.

## Рівень общин
Значна частина районів і унітарних утворень Англії поділено на общини (англ. Civil parish, букв. " Адміністративний прихід ") — найнижчий рівень адміністративного поділу. За даними на грудень 2009 року, в Англії існувало 10473 общини , і їх число поступово збільшується.
Общин охоплюють лише 35 % населення, через те, що більша частина міст (де зосереджено більшість населення Англії) не має общинного поділу. Зокрема жодної общини немає в Великому Лондоні, хоча з 2008 року така можливість офіційно існує.
За рішенням громадської ради община може іменуватися town (містечко), village (село), neighbourhood (округ, квартал) або community (громада). Крім того, кілька общин мають статус великого міста (сіті, city), дарований королем Великої Британії.

## Схема адміністративно-територіального поділу Англії
| Регіональний рівень (regional level) | 9 регіонів                                      | 9 регіонів                                      | 9 регіонів                                      | 9 регіонів                | 9 регіонів                |
| Рівень намісника (географічний)      | 48 церемоніальних графств                       | 48 церемоніальних графств                       | 48 церемоніальних графств                       | 48 церемоніальних графств | 48 церемоніальних графств |
| Рівень графств (county level)        | 6 міст-графств (метропольних графств)           | 27 сільських графств (Ширів)                    | 55 унітарних утворень                           | Великий Лондон            | Великий Лондон            |
| Рівень округів (district level)      | 36 міських районів (боро)                       | 201 район                                       | 55 унітарних утворень                           | 32 райони Лондона         | Лондонський Сіті          |
| Рівень общин (parish level)          | 10473 общини (адм. приходу) - частина території | 10473 общини (адм. приходу) - частина території | 10473 общини (адм. приходу) - частина території |                           |                           |